# بو بيترسن
بو بيترسن هو متسابق دراجات نارية دنماركي، ولد في 21 فبراير 1958 في Bolbro ‏ في الدنمارك.